# Nabû-shum-libur
Nabû-sum-libur est le onzième et dernier roi babylonien connu de la seconde dynastie d'Isin. Sous son règne, Babylone semble avoir été submergé par les tribus araméennes. Peu d'éléments ont été découverts à propos de ce roi.